# 袁学澜

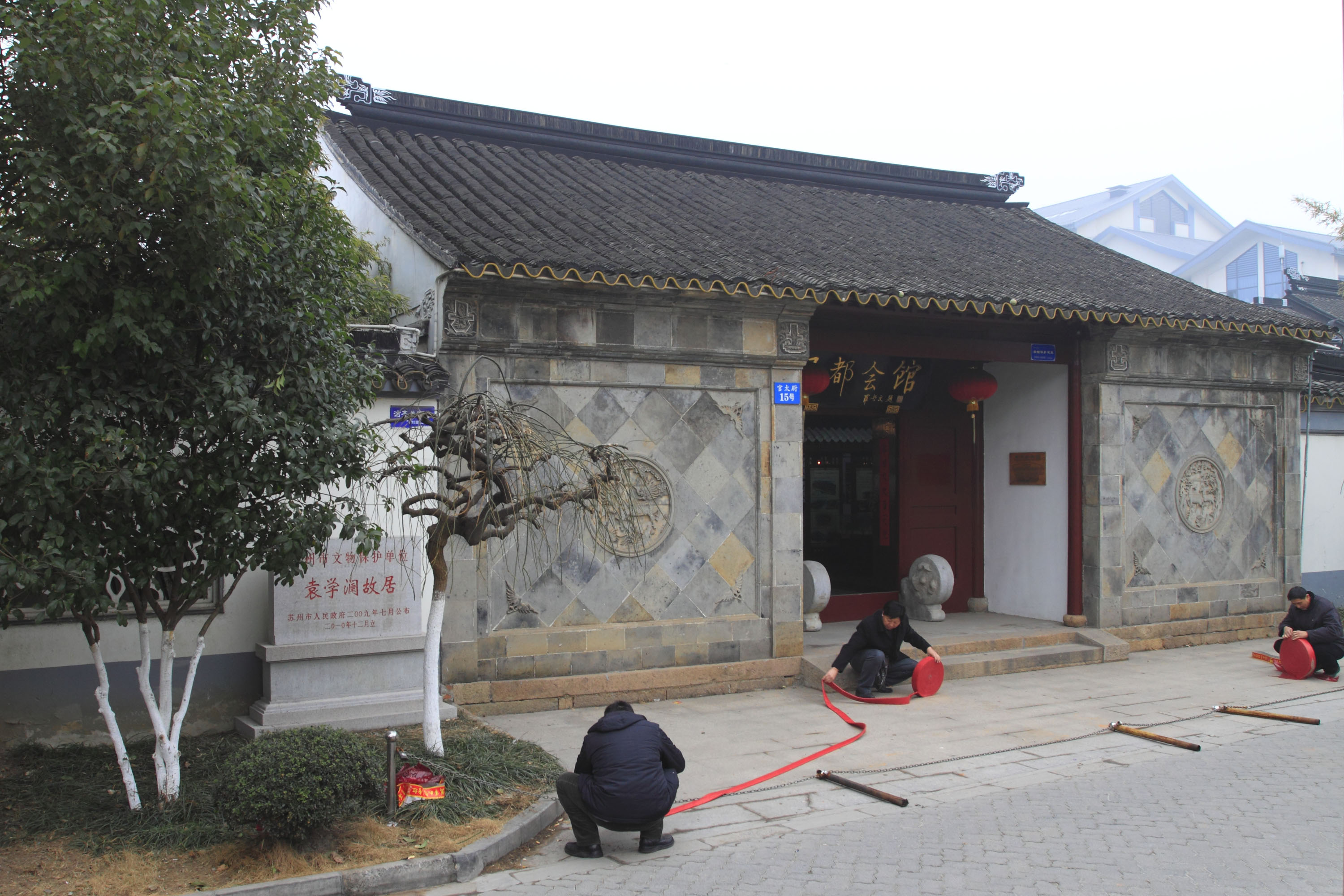
苏州袁学澜故居

袁学澜（？—？），字文绮，号春巢。元和人，清朝作家。
袁易之後人。诸生，与叶廷管、吴嘉诠等交游，參加科舉，八次未中，遂绝意进取。咸丰二年（1852年），斥资修建双塔影园。太平天國兵燹后迁居吴中。著有《吴郡岁华纪丽》十二卷、《吴俗箴言》一卷附《吴俗讽喻诗》一卷等。